# Giáo hoàng đối lập Clêmentê III

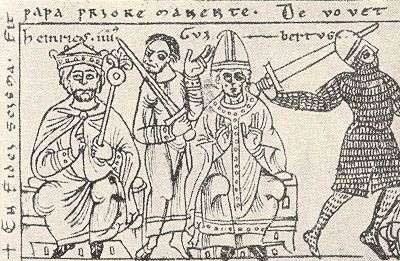
Giáo hoàng đối lập Clement III giữa và Hoàng đế Henry IV

Guibert hay Wibert Ravenna (1029 - 08 Tháng 9 năm 1100) là một Giám mục người Ý, Tổng Giám mục của Ravenna, người được bầu làm Giáo hoàng năm 1080 chống lại Giáo hoàng Gregory VII.
Gregory VII được xem là người lãnh đạo phong trào tái lập vương quyền của giáo hội. Điều này đã dẫn đến cuộc tranh chấp về "quyền tấn phong". Gregory cho rằng chỉ có Giáo hoàng mới có quyền được phong chức cho các Giám mục chứ không phải vua chúa. Quan điểm này đã vấp phải sự phản đối của những người ủng hộ thuyết quân chủ của đế quốc La Mã thần thánh. Gregory bị phe đối lập cho rằng đã đi quá xa trong việc ra vạ tuyệt thông Hoàng đế La Mã Thần thánh Henry IV. Năm 1080, một thượng hội đồng được triệu tập lật đổ Gregory VII, coi ông như một "giáo hoàng đối lập" và bầu Guibert vào cương vị Giáo hoàng.
Buổi lễ tấn phong Giáo hoàng cho Clement III diễn ra ở Rôma vào tháng 3 năm 1084. Ông có vai trò lãnh đạo đáng kể ở Rô-ma và một số vùng khác nhất là trong nửa đầu triều đại Giáo hoàng của mình. Ông cai trị đối lập với bốn đời Giáo hoàng "chống đế quốc" là: Gregory VII, Victor III, Urban II, and Paschal II. Sau khi chết và được chôn cất tại Civita Castellana vào năm 1100, ông được coi như một vị thánh hay làm phép lạ ở địa phương. Nhưng Paschal II và những người trong phe "chống đế quốc" đã ngay lập tức hạ bệ và lên tiếng nguyền rủa ông, bao gồm cả việc khai quật tử thi và ném hài cốt xuống sống Tiber.
Ông được coi là một Giáo hoàng đối lập trong lịch sử của giáo hội công giáo .

## Giai đoạn đầu
Ông sinh ra trong một gia đình quý tộc ở Correggio khoảng giữa 1020 và 1030, có quan hệ gia đình với Margraves ở Canossa. Ông được bổ nhiệm giữ chức chưởng ấn của hoàng đế ở Ý bởi hoàng hậu Agnes Empress năm 1058, chức vụ mà ông nắm giữ cho đến năm 1063 .
Năm 1058, ông tham gia vào cuộc bầu cử Giáo hoàng Nicholas II nhưng thời gian đương nhiệm của vị này quá ngắn ngủi và qua đời năm 1061. Lần bầu cử tiếp theo ông đứng về phe đế quốc bầu Cadalous Parma với danh hiệu Honorius II chống lại Giáo hoàng Alexander II. Tuy nhiên, do sự phản đối của Godfrey III, Công tước xứ Lower Lorraine, Tổng Giám mục Anno của Cologne, và Thánh Peter Damian, phần lớn các giáo hội đã từ chối Honorius II và thừa nhận Alexander II, có lẽ chính vì điều này mà hoàng hậu Agnes đã bãi nhiễm Guibert khỏi chức vụ chưởng ấn của Italy.
Vị trí của Guibert đã bị hạ thấp trong chín năm tiếp theo nhưng dường như ông vẫn tiếp tục giữ mối quan hệ của mình với triều đình Đức. Năm 1072, Hoàng đế Henry IV đặt ông làm Tổng Giám mục của Ravenna. Mặc dù Giáo hoàng Alexander II đã phải miễn cưỡng xác nhận điều này do bị thuyết phục bởi Hildebrand để đổi lấy một thỏa hiệp hòa bình. Guibert sau đó đã thề trung thành với Giáo hoàng và những người kế tiếp và giữ chức ở Ravenna cho tới năm 1073.

## Đối đầu với giáo hoàng Gregory
Ngay sau khi Giáo hoàng Alexander II qua đời Hildebrand đã được bầu chọn làm Giáo hoàng mới vào ngày 29 tháng 4 năm 1073, người sau này được biết đến với danh hiệu là Giáo hoàng Gregory VII. Guibert khi đó với vai trò là Giám mục đã tới tham dự Công đồng đầu tiên do Giáo hoàng Gregory triệu tập vào Mùa chay tháng 3 năm 1074 tại Rôma, nơi đã thông qua một dự luật quan trọng nhằm chống lại tệ buôn thần bán thánh và tà dâm trong hàng giáo sĩ. Nhưng sau đó, Guibert đã nổi lên như người lãnh đạo của "phe đối lập" chống lại những cải cách của tân Giáo hoàng Gregory .
Sau khi tham dự công đồng mùa chay đầu tiên của Gregory, Guiber đã từ chối tham dự công đồng Mùa chay tiếp theo vào năm 1075, mặc dù ông bị buộc phải tới theo giấy triệu tập và lời tuyên thệ trung thành với Giáo hoàng trước đây. Sự vắng mặt đã cho thấy sự chống đống của Guiber với Gregory VII, người sau đó đã ra lệnh cấm Guiber được tham dự Thượng hội đồng Giám mục.
Nguyên nhân của cuộc xung đột giữa Guiber và Gregory là do vị Giáo hoàng đã ra một tuyên bố chấm dứt việc lấy vợ trong giới tăng lữ và tệ buôn thần bán thánh. Không những thế Gregory vốn nổi tiếng là "cứng rắn" còn kiên quyết loại bỏ các Giám mục chống đối và những linh mục còn giữ lại thê thiếp.
Đây cũng là thời điểm diễn ra cuộc xung đột giữa vua của đế quốc La Mã thần thánh là Henry IV và Gregory . Dưới sự hậu thuẫn của Henry IV, một công đồng đã được triệu tập tại Worms vào tháng 1 năm 1076 nhằm phế truất Gregory với sự tham dự của các Giám mục Lombardo. Ngay sau đó, Gregory VII đã kiên quyết lên án các Giám mục Lombardo tại Công đồng mùa chay năm 1076.
Ngay sau đó, các Giám mục và tu viện trưởng của Lombardo quy tụ tại Pavia dưới sự chủ trì của Guiber đã tuyên bố rút phép thông công đối với Gregory. Một bức thư cũng được sứ giả của Henry IV mang đến Pavia nhằm phản đối Giáo hoàng. Đáp lại một cách mạnh mẽ, Gregory quyết định cứng rắn với Guiber khi tuyến bố vạ tuyệt thông tại Công đồng mùa chay tháng 2 năm 1078, đồng thời cho rằng Guiber đã đồng lõa với Tổng Giám mục Tebaldo chống lại mình. Không những thế, để lên án việc việc Henry IV triệu tập công đồng Worms 1076, Gregory cũng tuyên bố vạ tuyệt thông đối với Henry IV.

## Giai đoạn làm giáo hoàng đối lập
Năm 1077 sau nhiều cuộc bại trận, Henry IV bị cô lập và bị đe dọa lật đổ nên phải đến xin Giáo hoàng giải vạ tại lâu đài Canossa ở Toscana. Cuộc xung đột được hòa giải. Sau khi được khôi phục ngôi vị, Henry IV liền triệu tập binh sĩ báo thù. Năm 1080, Rodolphus (Rudolph Swabia), người lãnh đạo các quý tộc nổi loạn, vị hoàng đế được khâm sai tòa thánh nhìn nhận chết trong trận Mersburg khiến cho phe Gregory thêm yếu thế và Henry IV có thể tập trung toàn bộ lực lượng chống lại Giáo hoàng  and which Henry himself also signed, and then proceeded to elect Guibert, the excommunicated Archbishop of Ravenna, as pope in opposition to Pope Gregory, whom the Synod considered deposed; Guibert took the name Clement III. Henry recognized Guibert as pope, swearing that he would lead him to Rome, and there receive from his hands the imperial crown..
Henry IV vận động các Giám mục Đức và Lombardo họp Thượng hội đồng Giám mục tại Brixen vào tháng 6 năm 1080 tuyên bố hạ bệ "Giáo hoàng giả Hildebrand" và bầu Tổng Giám mục bị vạ tuyệt thông thành Ravenne lên ngôi Giáo hoàng đối lập với Gregory VII, người đã bị công đồng hạ bệ. Guiber lấy tước hiệu là Clêmente III. Henry IV thừa nhận Guiber là Giáo hoàng và thề nhất định sẽ đứa ông về Rôma để nhận vương miện hoàng đế từ chính tay Giáo hoàng.
Năm 1081, Henry hành quân tiến vào Rôma nhưng bị thất bại. Ông chỉ đạt được điều này vào 4 năm sau, năm 1084. Gregory phải cố thủ trong Đồi Thiên Thần nhưng vẫn kiên quyết từ chối đàm phán với Henry, mặc dù Henry đồng ý giao Guiber như 1 tù nhân cho Giáo hoàng chỉ với 1 điều kiện Gregory sẽ trao vương miện hoàng đế cho ông. Gregory chỉ đồng ý chấp thuận yêu cầu nếu Henry chấp nhận xuất hiện trước một Thượng hội đồng và làm việc đền tội. Vị hoàng đế, trong khi vờ đồng ý với thỏa thuận này lại cố gắng tìm mọi cách để ngăn chặt cuộc họp của các Giám mục. Tuy nhiên, chỉ với một số lượng nhỏ tham dự, Gregory lại tuyên bố phạt vạ tuyệt thông Henry lần nữa.
Khi Henry nhận được tin tức này đã quyết định hành quân tiến vào Rôma vào ngày 21 tháng 3 năm 1084 và đã thành công trong việc giành quyền quản lý phần lớn thành phố. Gregory bị bao vây trong đồi thiên thần và Guiber được đưa lên ngôi Giáo hoàng tại nhà thờ Thánh Gioan Lateran với tước hiệu Clement III, và ngày 31 tháng 3, Guiber đã trao cho Henry IV vương miện của Hoàng đế La Ma thần thánh.
Tuy nhiên, đồng minh của Giáo hoàng là Robert Guiscard, công tước của xứ Apulia và Calabria đã đem 30.000 quân Norman đến giải vây. Henry IV phải trốn chạy khỏi Rôma cùng với Guiber trong niềm căm thù đối với đồng minh Matilda trung thành của Gregory và phe cải cách, tài sản của ông Tuscany cũng bị phá hoại. Gregory VII được giải phóng, nhưng những người dân đã tỏ ra tức giận về sự tàn phá của quân Norman khiến ông buộc phải rời khỏi Rôma. Thất vọng và buồn phiền, ông lui về ở Monte Cassino sau đó tới tòa lâu đài ở Salerno bằng đường biển, nơi ông qua đời vào ngày 25 tháng 5 năm 1085.
Ba ngày trước khi qua đời, ông tuyên bố rút lại tất cả các lời chỉ trích và vạ tuyệt thông, ngoại trừ hai người cầm đầu là Henry IV và Guiber. Những lời cuối cùng của ông là: "Tôi yêu công lý và ghét bỏ sự bất công; do đó tôi chết trong cảnh lưu đày."
Các Giám mục sau đó đã bị chia thành hai phe. Trong khi các Giám mục của Gregory VII tổ chức một Thượng hội đồng ở Quedlinburg lên án Guiber là tay sai của Henry IV, thì các Giám mục thuộc phe Henry lại tổ chức một hội đồng khác ở Mainz vào năm 1085, nơi họ tán thành hạ bệ Gregory và chấp thuận với Guiber. Cuộc xung đột này vẫn tiếp diễn ngay cả khi Gregory đã qua đời, những vị Giáo hoàng kế tiếp Victor III, Urban II, Paschal II tiếp tục coi Guiber là ngụy Giáo hoàng được dựng lên bởi Henry IV và phe của ông.
Victor III đắc cử sau một thời gian dài trống ngôi Giáo hoàng bởi vai trò quan trọng của Giáo hội ở Rôma. Bị ép buộc bởi bè phái của Guiber, tám ngày sau khi đăng quang ở thánh đường Thánh Phêrô ngày 3 tháng 5 năm 1087, Victor III đã buộc phải rời khỏi Rôma. Sau đó, ông tiếp tục tấn công bởi quân đội của Countess Matilda nên phải cố thủ ở Pantheon.
Vị Giáo hoàng tiếp theo, Urban II (1088-1099), đã dành hầu hết nửa đầu triều đại Giáo hoàng của mình sống lưu vong ở miền nam Italy và Pháp. Cuối năm 1093, ông mới giành được một chỗ đứng vững chắc ở Rôma nhờ sự giúp đỡ từ gia đình Frangipane, và dần dần mở rộng quyền lực của mình ở đó. Tháng Sáu năm 1089, một Thượng Hội đồng Giám mục được tổ chức tại Rôma, Clement III tuyên bố vô hiệu sắc lệnh vạ tuyệt thông chống lại Henry, và những sắc lệnh khác được đưa ra bởi những người ủng hộ Urban II, vị Giáo hoàng của phe chống đế quốc. Tuy nhiên, thời gian sau đó quyền lực của Urban II ngày càng tăng, trong khi quyền lực và ảnh hưởng của Henry IV ngày càng suy yếu dần .
Phần lớn thành phố Rôma đã bị kiểm soát bởi quân đội của theo Count Hugh Vermandois, anh trai của Vua Pháp. Phe Guibert chỉ còn giữ lại Lâu đài Thiên thần nhưng cuối cùng nó cũng rơi vào tay của Vermandois vào năm 1098. Ảnh hưởng của Guibert, sau khi Henry IV rút khỏi Ý chỉ còn tập trung ở Ravenna và một vài vùng khác ở miền Bắc Italia, nhưng ông vẫn có những ảnh hưởng nhất định ở Rôma.
Năm 1099, ông đến Albano sau Paschal II (1099-1118) được bầu chọn làm Giáo hoàng với hy vọng một lần nữa có thể "đứng đầu" Rôma nhưng thất bại. Ông buộc phải rút lui và đến Civita Castellana, nơi ông qua đời 08 Tháng Chín 1100. Người tiếp theo được bầu chọn làm Giáo hoàng đối lập kế nhiệm ông là Theodoric. Tuy nhiên quyền lực không nhiều và không còn là một mối đe dọa nghiêm trọng đối với các Giáo hoàng thuộc phe chống đế quốc nữa.
Cuộc bầu chọn Guiber làm Giáo hoàng đã diễn ra trong bối cảnh: có những sự chia rẽ giữa các Giám mục, cuộc đấu tranh chính trị bên trong đế quốc bao gồm cả quyền tấn phong Giám mục.